# Cap-Breton-Sud
Pour les articles homonymes, voir Cap-Breton (homonymie).
Cap-Breton-Sud fut une circonscription électorale fédérale de Nouvelle-Écosse. La circonscription fut représentée de 1904 à 1911 et de 1925 à 1968.
La circonscription a été créée d'abord en 1903 d'une partie de Cap Breton. Abolie en 1914, elle fut fusionnée à Cap-Breton-Sud et Richmond.
La circonscription réapparut en 1924 à partir de Cap-Breton-Sud et Richmond et de Digby—Yarmouth. Elle fut redistribuée parmi les circonscriptions de Cap-Breton—Richmond-Est et de Cap-Breton—The Sydneys en 1966.

## Géographie
En 1903, la circonscription de Cap-Breton-Sud comprenait:
- Dans le comté de Cap-Breton, les districts de Balls Creek Bateston, Big Pond, Bridgeport, Catalone, Dominion, Fast Bay, Gabarus, Grand Mira, Hillside, Loch Lomond, Louisbourg, Main-à-Dieu, Port Morien, Sydney Forks, Trout Creek, Victoria Mines et Lingan
- Les villes de Glace Bay, Louisbourg et Sydney

## Députés
1904 - 1911
1. 1904-1908 — Alexander Johnston, Libéral
2. 1908-1911 — James William Maddin, Libéral-conservateur
3. 1911-1914 — William F. Carroll, Libéral

1925 - 1968
1. 1925-1935 — Finlay MacDonald, Conservateur
2. 1935-1940 — David James Hartigan, Libéral
3. 1940-1957 — Clarence Gillis, Social démocrate
4. 1957-1962 — Donald MacInnis, Progressiste-conservateur
5. 1962-1963 — Malcolm Vic MacInnis, Néo-démocrate
6. 1963-1968 — Donald MacInnis, Progressiste-conservateur